# Sutton Foster

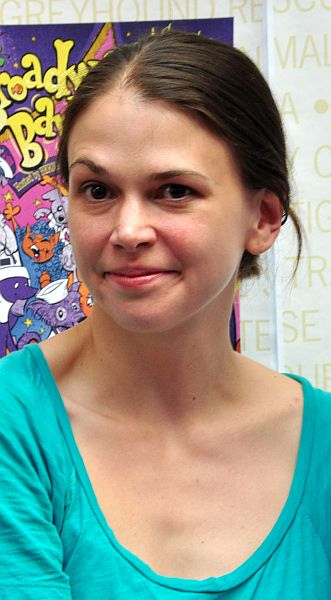
Sutton Foster (2011)

Sutton Lenore Foster (* 18. März 1975 in Statesboro, Georgia) ist eine US-amerikanische Schauspielerin, Sängerin und Tänzerin. Bekannt wurde sie als Broadway-Darstellerin und erhielt zwei Tony Awards als beste Hauptdarstellerin in einem Musical, zum einen 2002 für ihre Rolle als Millie Dillmount in Thoroughly Modern Millie sowie 2011 für die Verkörperung von Reno Sweeney in Anything Goes. Im Fernsehen spielte sie von 2012 bis 2013 die Hauptrolle in der Dramaserie New in Paradise.

## Leben
Sutton Foster ist in Statesboro im US-Bundesstaat Georgia geboren und wuchs in Troy, Michigan auf. Mit 15 nahm sie an der Castingshow Star Search teil und bewarb sich auch als Darstellerin für den Mickey Mouse Club. Sie verließ die Troy High School ohne Abschluss, diesen holte sie später nach, um auf bundesweite Tournee mit dem Musical The Will Rogers Follies zu gehen. Anschließend ging sie ein Jahr auf die Carnegie Mellon University, brach das Studium aber ab, um sich ganz auf ihre Theaterkarriere fokussieren zu können. Im Mai 2012 wurde ihr der Ehrendoktortitel von der Ball State University verliehen. Ihr älterer Bruder Hunter ist ebenfalls Theaterschauspieler.

## Karriere

### Theater
Fosters erste Rolle war 1996 als Einspringer (understudy) für Sandy Dumbrowski im Musical Grease. 1997 war sie in Das scharlachrote Siegel und in Annie zu sehen. Ihre nächste Rolle war im Jahr 2000 als Ersatz für Éponine im Musical Les Misérables.
Sie war zunächst für eine kleinere Rolle im Musical Thoroughly Modern Millie vorgesehen. Noch während der Proben im La Jolla Playhouse in San Diego entschieden die Produzenten, ihr die Rolle als Millie zu geben. Sie ersetzte dadurch Erin Dilly. Für diese Rolle erhielt sie überwiegend positive Kritik, Howard Kissel von der New York Daily News beschrieb sie als „Newcomer Sutton Foster, die das kecke Auftreten, die helle Stimme und eine umwerfend gute Beinarbeit hat, um eine außergewöhnlich gute Millie zu sein“ (engl. „newcomer Sutton Foster, who has the pert look, the silver voice and the dazzling legwork to make an extraordinarily winning Millie“). Clive Barnes schrieb für die New York Post: „Newcomer Sutton Fosters Durchbruchsrolle als Millie ist äußerst charmant, aber sie bringt den Broadway nicht so zum Funkeln und Strahlen wie ein Weihnachtsbaum an einem Mittag im Juli. Aber sie hat eine gute Stimme und ist liebenswürdig“ (engl. „Newcomer Sutton Foster’s own star turn as Millie is perfectly charming, but as a star she doesn’t twinkle, glitter or light up Broadway like a Christmas tree defying a July noon. But she has a good voice and is cutely agreeable“). Time Magazine: „Sutton Foster hat das ganze Paket: mädchenhafte Unbeholfenheit gepaart mit Broadway-Schick, den Beinen und der Lunge. Foster ist eine der Hauptgründe dafür, dass die Show eine der süßesten Dinge auf dem Broadway ist“ (engl. „she’s [Sutton Foster] got the full package: girlish gawkiness and Broadway brass, the legs and the lungs. Foster is a big reason the show is just about the cutest thing to hit Broadway since Annie’s dimples, with perkily retro songs by Jeanine Tesori and clever staging by director Michael Mayer“). Foster gewann 2002 den Tony Award für die Beste Hauptdarstellerin in einem Musical, den Drama Desk Award für die Hauptdarstellerin in einem Musical, sowie den Outer Critics Circle Award für die beste Hauptdarstellerin in einem Musical.
Foster spielte Jo March an der Seite von Maureen McGovern als Marmee in der Musical-Adaption des Romans Little Women von Louisa May Alcott und wurde dafür 2005 für einen Tony Award nominiert. 2006 kehrte sie zum Marquis Theatre am Broadway zurück und war dort in The Drowsy Chaperone zu sehen, einer Parodie auf Musicals der 1920er Jahre. Sie spielte die Rolle der Janet van de Graaff, einer Berühmtheit vom Broadway, die ihre Karriere an den Nagel hängt, um ihr Familienleben zu genießen. Sie erhielt dafür ihre dritte Nominierung für einen Tony Award. Außerdem war Foster in Mel Brooks Musical-Adaptation des Films Frankenstein Junior zu sehen, wo sie von Oktober 2007 bis Juli 2008 das schwedische Fräulein Inga verkörperte.
Sie verkörperte die Prinzessin Fiona in Shrek the Musical, der Adaption des Kinofilmes Shrek – Der tollkühne Held, die ab dem 14. Dezember 2008 am Broadway lief. Für diese Rolle gewann Foster 2009 ihren zweiten Outer Critics Circle Award als beste Schauspielerin in einem Musical und sie wurde zum vierten Mal für einen Tony Award nominiert. Sie spielte die Rolle letztmals am 3. Januar 2010, als sich die Show vom Broadway verabschiedete. Im Juni 2009 nahm sie an den Vorbereitungen des Musicals Bonnie and Clyde: A Folktale teil, für das auch ihr Bruder Hunter Musik komponiert.
Foster gab ab Januar 2010 einen Masterkurs an der zur New York University gehörigen Tisch School of the Arts in der Abteilung für Drama. Die Kursteilnehmer wurden nach einem Vorsprechen von Sutton selbst ausgewählt. Der Kurs mündete in einem Kabarettauftritt in Joe’s Pub im Mai unter dem Titel From Rodgers To Heart. Sie unterrichtete die Klasse wieder im Herbstsemester 2010, die dann mit der Nummer Crazy for Gershwin auftrat. An der Ball State University gab Foster im Januar 2010 einen einwöchigen Masterkurs. Im September desselben Jahres unterrichtete sie weiter in der Fakultät für Theater und Tanz an dieser Universität. Im Mai 2012 wurde ihr der Ehrendoktortitel ‚Doctorate of Fine Arts‘ von der Ball State University verliehen. Foster setzte ihr Engagement für die Ball State im Oktober 2012 fort und trat bei The Circus in Winter im National Alliance for Musical Theatre’s Festival of New Musicals in den New World Stages auf.
Foster machte ihr Off-Broadway-Debüt im von Paul Weitz geschriebenen Comedystück Trust, das vom 23. Juli bis zum 12. September 2010 im Second Stage Theatre aufgeführt wurde. Neben ihr waren darin auch Zach Braff, Bobby Cannavale und Ari Graynor zu sehen.
Ab dem 10. März 2011 spielte Foster die Rolle der Reno Sweeney im Musical Anything Goes im Stephen Sondheim Theatre. Für diese Rolle gewann Foster ihren dritten Outer Critics Circle Award sowie ihren zweiten Drama Desk Award und Tony Award. Foster hatte ihren letzten Auftritt in diesem Spiel am 11. März 2012 und wurde anschließend von Stephanie J. Block ersetzt. Sie widmete sich daraufhin der neuen Fernsehserie Bunheads, die am 11. Juni 2012 Premiere feierte.
2013 und 2014 war sie im Musical Violet zu sehen, das zunächst im New York City Center, Encores!, danach im American Airlines Theatre am Broadway aufgeführt wurde. Foster erhielt dafür ihre fünfte Nominierung für einen Tony Award.

### Fernsehen
2007 hatte Foster einen Auftritt in der Fernsehserie Johnny und die Sprites, einer Musicalsendung für Kinder im Vorschulalter, sowie in einem drei Folgen umfassenden Handlungsstrang der HBO-Serie Flight of the Conchords. 2010 absolvierte sie an der Seite von Kathy Griffin einen Gastauftritt in der Krimiserie Law & Order: Special Victims Unit. 2014 hatte sie einen Gastauftritt als Gretchen in der Comedy-Krimiserie Psych.
Foster spielte die Hauptrolle in der Fernsehserie Bunheads, die von 2012 bis 2013 auf ABC Family lief und in Deutschland unter dem Titel New in Paradise auf dem Disney Channel ausgestrahlt wurde. Sutton spielt darin das ehemalige Las-Vegas-Showgirl Michelle, die kurzentschlossen einen langjährigen Verehrer heiratet, mit ihm in eine Kleinstadt zieht und dort in einer Ballettschule unterrichtet. Für diese Performance wurde sie mit einem Gracie Award ausgezeichnet und für einen Critics’ Choice Television Award in der Kategorie Beste Hauptdarstellerin in einer Comedyserie nominiert. Die von Amy Sherman-Palladino entwickelte Serie wurde nach einer 18 Folgen umfassenden ersten Staffel eingestellt. Ende 2013 wurde sie für die Comedyserie Younger gecastet, die seit März 2015 auf TV Land ausgestrahlt wird.

### Film
2013 war Foster als Kerry im Comedy-Thriller Gravy zu sehen, zu dem der Psych-Schauspieler James Roday das Drehbuch geschrieben hat und Regie führte. Sie hat außerdem neben Robin Williams eine Rolle im Comedy-Drama The Angriest Man in Brooklyn, das im Mai 2014 in die Kinos kam.

### Musik
Fosters erstes Soloalbum Wish wurde im Februar 2009 im Label Ghostlight Records veröffentlicht. Das Genre der Lieder reicht von Jazz über Pop bis zu Broadway. Um das Album zu promoten, ging Foster auf Tournee, unter anderem im Orange County Performing Arts Center in Kalifornien.
Foster trat zusammen mit Seth Rudetsky am 30. August 2010 beim Benefizkonzert „They’re Playing Our Song“ in New York auf. Foster trat zur Verleihung des Kennedy-Preises 2013 neben der Schauspielerin Anna Kendrick auf, in einer Hommage an Shirley MacLaine.

## Privatleben
Sutton Foster heiratete den Schauspieler Christian Borle, den sie auf dem College kennengelernt hat. In einem Radiointerview wurde 2010 bestätigt, dass die beiden sich getrennt haben. Die beiden bleiben dennoch befreundet und unterstützen sich gegenseitig. Im April 2012 bestätigte Foster, dass sie seit 2010 geschieden sind. Am 19. September 2013 gab Foster ihre Verlobung mit dem Drehbuchautor Ted Griffin bekannt.
Im Oktober 2024 reichte Foster die Scheidung von Ted Griffin ein. Im Januar 2025 gaben Sutton Foster und Hugh Jackman bekannt ein Paar zu sein. Sie hatten sich 2002 kennengelernt und waren sich im Laufe ihrer Karriere immer wieder begegnet. Von 2021 bis 2023 standen sie in dem Broadway Musical The Musicman gemeinsam jeden Abend auf der Bühne.

## Filmografie (Auswahl)
- 2007: Johnny und die Sprites (Johnny and the Sprites, Fernsehserie, Episode 1x03)
- 2007: Flight of the Conchords (Fernsehserie, 3 Episoden)
- 2008: Just in Case (Kurzfilm)
- 2010: Law & Order: Special Victims Unit (Fernsehserie, Episode 11x13)
- 2012: Royal Pains (Fernsehserie, Episode 3x14)
- 2012–2013: New in Paradise (Bunheads, Fernsehserie, 18 Episoden)
- 2014: Psych (Fernsehserie, Episode 8x09)
- 2014: The Angriest Man in Brooklyn
- 2014: Gravy
- 2015–2021: Younger (Fernsehserie)
- 2015: Elementary (Fernsehserie, Episode 3x23)
- 2016: Mad Dogs (Fernsehserie, Episode 1x08)
- 2016: Gilmore Girls: Ein neues Jahr (Episode 1x03)
- 2018: Instinct (Fernsehserie, Episode 1x10, Bye Bye Birdie)
- 2019: Into the Dark (Episode 1x06)
- 2023: The Marvelous Mrs. Maisel (Fernsehserie, eine Episode)

## Theater
Broadway
- Grease als Sandy Dumbrowski (1996)
- Annie als Star to Be (1997)
- The Scarlet Pimpernel (1997)
- Les Misérables als Éponine (2000)
- Thoroughly Modern Millie als Millie Dillmount (2002–2004)
- Little Women als Jo March (2005)
- The Drowsy Chaperone als Janet Van De Graaff (2006–2007)
- Young Frankenstein als Inga (2007–2008)
- Shrek the Musical als Prinzessin Fiona (2008–2010)
- Anything Goes als Reno Sweeney (2011–2012)
- Violet als Violet Karl (2013–2014)

Off-Broadway
- Trust als Prudence (2010)
- The Musicman (2021–2023 Broadway New York)

Regional
- What the World Needs Now (1998)
- Dorian (2000)
- Me and My Girl (2004)
- The Three Musketeers
- South Pacific

## Diskografie
- Anything Goes Broadway Revival Recording
- An Evening with Sutton Foster: Live at the Café Carlyle (2011)
- Wish First Solo Album
- Shrek The Musical Original Cast Recording
- Keys – The Music of Scott Alan
- Young Frankenstein Original Cast Recording
- The Drowsy Chaperone Original Cast Recording
- Little Women Original Cast Recording
- The Maury Yeston Songbook
- Thoroughly Modern Millie Original Cast Recording
- Jule Styne in Hollywood

## Auszeichnungen und Nominierungen
| Jahr | Auszeichnung                     | Kategorie                                    | Für                      | Resultat  |
| ---- | -------------------------------- | -------------------------------------------- | ------------------------ | --------- |
| 2002 | Tony Award                       | Beste Hauptdarstellerin in einem Musical     | Thoroughly Modern Millie | Gewonnen  |
| 2002 | Drama Desk Award                 | Beste Darstellerin in einem Musical          | Thoroughly Modern Millie | Gewonnen  |
| 2002 | Drama League Award               | Distinguished Performance                    | Thoroughly Modern Millie | Nominiert |
| 2002 | Outer Critics Circle Award       | Beste Darstellerin in einem Musical          | Thoroughly Modern Millie | Gewonnen  |
| 2002 | Astaire Award                    | Beste Darstellerin in einem Musical          | Thoroughly Modern Millie | Gewonnen  |
| 2005 | Tony Award                       | Beste Hauptdarstellerin in einem Musical     | Little Women             | Nominiert |
| 2005 | Drama Desk Award                 | Beste Darstellerin in einem Musical          | Little Women             | Nominiert |
| 2005 | Drama League Award               | Beste Performance                            | Little Women             | Nominiert |
| 2005 | Outer Critics Circle Award       | Beste Darstellerin in einem Musical          | Little Women             | Nominiert |
| 2006 | Tony Award                       | Beste Hauptdarstellerin in einem Musical     | The Drowsy Chaperone     | Nominiert |
| 2006 | Drama Desk Award                 | Beste Darstellerin in einem Musical          | The Drowsy Chaperone     | Nominiert |
| 2006 | Drama League Award               | Beste Performance                            | The Drowsy Chaperone     | Nominiert |
| 2006 | Outer Critics Circle Award       | Beste Darstellerin in einem Musical          | The Drowsy Chaperone     | Nominiert |
| 2008 | Drama League Award               | Beste Performance                            | Young Frankenstein       | Nominiert |
| 2009 | Tony Award                       | Beste Hauptdarstellerin in einem Musical     | Shrek the Musical        | Nominiert |
| 2009 | Drama Desk Award                 | Beste Darstellerin in einem Musical          | Shrek the Musical        | Nominiert |
| 2009 | Drama League Award               | Distinguished Performance                    | Shrek the Musical        | Nominiert |
| 2009 | Outer Critics Circle Award       | Outstanding Actress in a Musical             | Shrek the Musical        | Gewonnen  |
| 2011 | Tony Award                       | Beste Hauptdarstellerin in einem Musical     | Anything Goes            | Gewonnen  |
| 2011 | Drama Desk Award                 | Beste Darstellerin in einem Musical          | Anything Goes            | Gewonnen  |
| 2011 | Drama League Award               | Beste Performance                            | Anything Goes            | Gewonnen  |
| 2011 | Outer Critics Circle Award       | Beste Darstellerin in einem Musical          | Anything Goes            | Gewonnen  |
| 2011 | Astaire Award                    | Beste Darstellerin in einem Musical          | Anything Goes            | Gewonnen  |
| 2012 | Grammy Award                     | Bestes Musical Album                         | Anything Goes            | Nominiert |
| 2012 | Teen Choice Award                | Breakout Star weiblich                       | Bunheads                 | Nominiert |
| 2013 | Gracie Awards                    | Beste Durchbruchrolle als Schauspielerin     | Bunheads                 | Gewonnen  |
| 2013 | Critics’ Choice Television Award | Beste Hauptdarstellerin in einer Comedyserie | Bunheads                 | Nominiert |
| 2014 | Drama League Award               | Beste Performance                            | Violet                   | Nominiert |
| 2014 | Outer Critics Circle Award       | Beste Darstellerin in einem Musical          | Violet                   | Nominiert |
| 2014 | Drama Desk Award                 | Beste Darstellerin in einem Musical          | Violet                   | Nominiert |
| 2014 | Tony Award                       | Beste Hauptdarstellerin in einem Musical     | Violet                   | Nominiert |

## Werke
- Hooked: How Crafting Saved My Life. Grand Central, New York 2021, ISBN 978-1-5387-3428-5.